# Rozłam w Organizacji Ukraińskich Nacjonalistów
Rozłam w Organizacji Ukraińskich Nacjonalistów – rozłam dokonany w Organizacji Ukraińskich Nacjonalistów w 1940 w Krakowie. W jego wyniku powstały dwie, wzajemnie się zwalczające frakcje, później odrębne organizacje partyjne: OUN-B i OUN-M.

## Wprowadzenie
Po zamordowaniu przewodniczącego OUN Jewhena Konowalca 23 maja 1938 przez agenta NKWD Pawła Sudopłatowa, na czele Głównego Prowidu stanął przebywający na emigracji Andrij Melnyk, wybrany głównie głosami emigracyjnych działaczy Organizacji Ukraińskich Nacjonalistów, na II Wielkim Kongresie OUN w sierpniu 1939 roku w Rzymie.
Melnyk traktował współpracę z Niemcami strategicznie (zgodnie z tradycją austro-węgierską). W Polsce tymczasem powstała frakcja młodych działaczy, traktująca współpracę z Niemcami instrumentalnie, jako narzędzie do stworzenia niepodległego państwa ukraińskiego. Przewodzili jej głównie współpracownicy Stepana Bandery, przebywającego od 1934 w polskim więzieniu.

## Pierwsze różnice zdań
W 1934 w Pradze czechosłowacka policja przechwyciła tzw. archiwum Senyka, które zawierało informacje o podziemnej działalności OUN. Zostało ono przekazane władzom polskim, i stało się to przyczyną wielu aresztowań, a samo archiwum jednym z głównych dowodów na procesie warszawskim w 1935/1936. Omelan Senyk był podejrzany o zdradę, ale trybunał OUN tego nie potwierdził. Po śmierci Jewhena Konowalca z pomocą Jarosława Baranowśkiego Senyk skupił w swoim ręku całe kierownictwo OUN, aktywnie wpływając na politykę Andrija Melnyka. Powodowało to niezadowolenie i zarzuty działaczy krajowych. Od marca 1939 atakowano cały Prowid, w tym Andrija Melnyka i Mykołę Sciborskiego za bezprawne przekazanie, przejęcie i sprawowanie władzy bez zgody przedstawicieli Krajowej Egzekutywy OUN, a Senyka i Baranowśkiego za brak właściwego nadzoru nad dokumentacją OUN, co ułatwić miało aresztowania działaczy krajowych, oraz o denuncjacje (podobno Roman, brat Jarosława Baranowśkiego, był konfidentem polskiej policji, o to samo oskarżano również Jarosława). Baranowśkyj był również oskarżany o sabotowanie dostaw broni dla Siczy Karpackiej w 1938 (Richard Jary wyjaśnił, że taka była decyzja władz III Rzeszy). Prowod OUN oskarżano o wprowadzenie zakazu wyjazdu ochotników na pomoc walczącej Karpato-Ukrainy (okazało się, że sam rząd Karpato-Ukrainy wystąpił o nieprzysyłanie ochotników, ponieważ posiadał nadmiar takowych, a brakowało dla nich broni).
Ryszard Torzecki powołując się na związanego z OUN historyka Petra Mirczuka uważał, że we wrześniu 1939 r. Krajowy Prowyd (Zarząd Krajowy) OUN (inaczej Krajowa Egzekutywa OUN) pod kierownictwem Łwa Rebeta odmówił wydania zgody zarządowi zagranicznemu OUN (pod kierownictwem Andrija Melnyka) na wszczęcie powstania antypolskiego. Wynikać to miało z tego, że nacjonaliści ukraińscy obawiali się, że w pakcie Ribbentrop-Mołotow przewidziano włączenie tzw. Ukrainy zachodniej do ZSRR.
Grzegorz Motyka wątpi w możliwość odmowy przez OUN wszczęcia antypolskiej rebelii, która w rzeczywistości została powstrzymana przez Niemców w związku z napaścią ZSRR na Polskę 17 września 1939, co stanowiło realizację postanowień paktu Ribbentrop-Mołotow. Wcześniej, 10 września 1939, łącznik pomiędzy OUN a Abwehrą Richard Jary zadeklarował gotowość OUN do powstania. Było ono jednak powstrzymywane przez Niemców oczekujących na atak ZSRR na Polskę. Dopiero 12 września 1939 w związku z bezczynnością Sowietów, Hitler wydał warunkową zgodę na wzniecenie ukraińskiego powstania, a 15 września potwierdził ją szef Abwehry Canaris. Niemcy rozpoczęli realizację planu awaryjnego na wypadek niewywiązania się ZSRR z zobowiązań, to jest wzniecenie ukraińskiego powstania i powołanie marionetkowego państwa zachodnioukraińskiego. Andrij Melnyk rozpoczął ustalanie składu rządu ukraińskiego. 17 września 1939 roku w związku z wkroczeniem Sowietów Canaris rozkazał przerwać te przygotowania.
Powołanie przez grupę Andrija Melnyka w 1939 Legionu Ukraińskiego pod auspicjami Abwehry było krótkotrwałym epizodem.

### Uwolnienie Stepana Bandery
Po wypuszczeniu z więzienia 13 września 1939, Bandera udał się pieszo, bocznymi drogami, w kierunku Lwowa. W powiecie kowelskim nawiązał kontakt z terenową siatką OUN, a w Sokalu – z zarządem terenowym OUN. Z Sokala, w towarzystwie Dmytra Majiwśkiego udał się do Lwowa (okupowanego już przez Sowietów), gdzie przybyli 27 września. Spotkał się tam w konspiracji ze znanymi ukraińskimi działaczami politycznymi i społecznymi. We Lwowie przebywał około 2 tygodni, nadzorując rozbudowę konspiracyjnej siatki OUN w Galicji. W drugiej połowie października S. Bandera, wraz z bratem Wasylem (który wrócił właśnie z obozu w Berezie Kartuskiej) i czterema działaczami OUN, przekroczyli nielegalnie granicę sowiecko-niemiecką i udali się do Krakowa.
W listopadzie 1939 Bandera wyjechał leczyć reumatyzm, którego nabawił się w więzieniu, do Pieszczan na Słowacji. Po pobycie w uzdrowisku udał się do Wiednia, gdzie nawiązał kontakt z miejscową ekspozyturą, a następnie Prowodem OUN. Na spotkaniu z Wołodymyrem Tymczijem, ówczesnym prowidnykiem krajowym OUN, umówili się, że udadzą się do Włoch na rozmowę z Andrijem Melnykiem, przywódcą OUN.

### Spotkanie we Włoszech
Bandera przyjechał do Włoch w połowie stycznia 1940, i zatrzymał się u swojego brata Ołeksandra, który pracował w miejscowej ekspozyturze OUN. Oczekując na przyjazd Tymczija, zebrał informacje o politycznej sytuacji i nastrojach panujących w Prowodzie OUN. Po przybyciu do Rzymu Tymczija, pojechali razem na północ Włoch na spotkanie z Andrijem Melnykiem.
Na spotkaniu Bandera przedstawił Melnykowi stanowisko i postulaty wewnętrznej opozycji, m.in. usunięcia z Prowodu OUN Jarosława Baranowśkiego i Omelana Senyka, oraz nowych wyborów przewodniczącego. Spotkanie jednak nie doprowadziło do wyjaśnienia kwestii spornych.

## Rozłam
Bandera po krótkim pobycie w Rzymie przybył do Krakowa. Doprowadził do zwołania w dniach 9 i 10 lutego 1940 roku krajowej konferencji OUN. Na konferencji z krytyką koncepcji Stepana Bandery orientacji na „Nową Europę” wystąpił Iwan Mitrynga, wysunąwszy hasło „Razem z Polakami, Francuzami, narodami ZSRR za wolną Europę bez Hitlera i Stalina”. Na konferencji zażądano również ustąpienia ze stanowiska Melnyka. Kiedy to nie nastąpiło, banderowcy utworzyli Rewolucyjny Prowid i zwołali w Krakowie w dniach 1-3 kwietnia 1940 konspiracyjny Wielki Zbór OUN, na którym przewodniczącym OUN wybrano Stepana Banderę. Utworzono również Wojskowy Ośrodek OUN.
8 kwietnia Melnyk oddał Banderę pod sąd OUN, Bandera w rewanżu stwierdził, że Melnyk przestał już być przewodniczącym Prowodu OUN.
Zwolennicy Melnyka nie uznali wyboru Bandery, jednak z inicjatywy Osypa Bojdunyka, ówczesnego głównego kontrolera OUN, podjęto ostatnią próbę mediacji – Melnyk utworzył komisję rozjemczą w składzie: Iwan Gabrusewycz, Stepan Łenkawskyj, Omelan Senyk, Roman Szuchewycz, Richard Jary. 16 czerwca 1940 komisja przedstawiła Banderze i Melnykowi tekst uzgodnionego porozumienia, zgodnie z którym Jarosław Baranowśkyj, Omelan Senyk i Sydir Czuczman mieli opuścić Główny Prowid OUN, a wszystkie sporne sprawy miał rozwiązać zwołany nowy Wielki Zbór. Przez dwa dni liderzy obu frakcji zastanawiali się nad podpisaniem tego porozumienia, do czego ostatecznie nie doszło.
Rozwiązanie nastąpiło 13 sierpnia 1940 – w tym dniu Melnyk wydał Romanowi Suszce rozkaz utworzenia Głównego Rewolucyjnego Trybunału OUN. Trybunał podlegający Prowodowi wybranemu w Rzymie osądził Stepana Banderę i 9 innych popierających go działaczy, usuwając ich z OUN. Bojówka OUN z frakcji podlegającej Melnykowi, pod dowództwem Zynowija Knysza, w tym dniu zajęła również sztab OUN w Krakowie, aresztując Ołeksę Hasyna z ważnymi dokumentami.
Tę datę uznaje się za ostateczny rozłam OUN na dwie frakcje: OUN–R (OUN-B, frakcja rewolucyjna, rewolucjoniści, banderowcy) i OUN–M (frakcja melnykowska, solidaryści, melnykowcy).
W maju 1941 Rewolucyjny Prowid zwołał II Wielki Zbór OUN, na którym przewodniczącym wybrano Stepana Banderę.

Uchwalono ponadto:
- decyzję o utworzeniu Krajowego Sztabu Wojskowego
- decyzję o utworzeniu Ukraińskiego Komitetu Narodowego
- równość wszystkich Ukraińców w prawach i obowiązkach w stosunku do narodu i państwa
- podział na poszczególne zawody i odpowiedni do tego podział na organizacje zawodowe, oparte na zasadach produkcyjnego socjalizmu i równouprawnienia wszystkich pracujących
- właścicielem całej ziemi i wód, bogactw pod i nad ziemią jest państwo ukraińskie
- ziemia ukraińska dla chłopów ukraińskich, fabryki i warsztaty – dla ukraińskich robotników
- Trzecią Rzeszę potraktowano jako taktycznego sprzymierzeńca. Domagano się przeniesienia kierownictwa OUN Niemcy. Nie wykluczono sojuszu z Wielką Brytanią. Podjęta uchwała stwierdzała, że „jedyną drogą do osiągnięcia naszych celów jest Ukraińska Rewolucja w moskiewskim imperium ZSRR z równoczesną walką wyzwoleńczą zniewolonych przez Moskwę narodów”
- wskazano ZSRR jako głównego wroga narodu ukraińskiego.

## Skutki rozłamu
Przed atakiem III Rzeszy na ZSRR obie frakcje uczestniczyły w organizacji niemieckich jednostek wojskowych: banderowcy – batalionu „Nachtigall”, melnykowcy – batalionu „Roland”. Obie frakcje utworzyły również niezależne grupy marszowe, mające za zadanie przejmowanie władz lokalnych na terenach zajętych przez wojska niemieckie.
Po ogłoszeniu przez OUN-B we Lwowie Aktu odnowienia Państwa Ukraińskiego na „banderowców” spadły represje niemieckie, wielu działaczy zostało aresztowanych i rozstrzelanych. Często w ich aresztowaniu pomagali Niemcom działacze OUN-M. W rewanżu działacze OUN-B likwidowali również melnykowców, jak np. Omelana Senyka i Mykołę Sciborskiego.